# Sluis (stad)
Sluis (uitspraakⓘ) (Zeeuws: Sluus) is een vestingstad in het westen van Zeeuws-Vlaanderen, in de Nederlandse provincie Zeeland. De gemeente waartoe het stadje behoort heet eveneens Sluis, maar de hoofdplaats van deze gemeente is Oostburg. Tot 1995 was Sluis een zelfstandige gemeente. Op 1 januari 2023 had de stad Sluis 2.395 inwoners.

## Geschiedenis

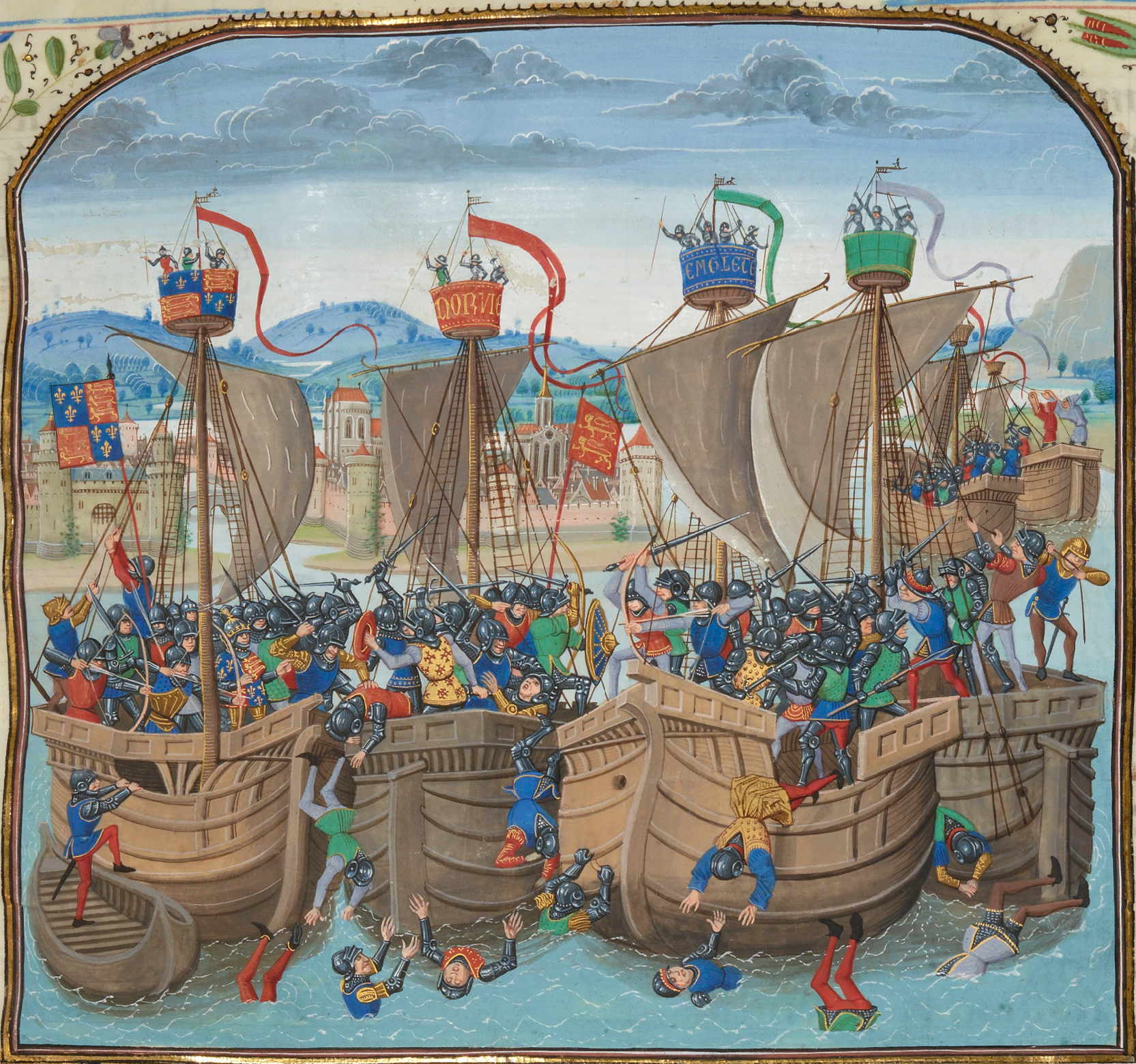
Slag bij Sluis in 1340.

Sluis is waarschijnlijk omstreeks 1270 ontstaan rond een 'registratiekantoor' voor tolgelden en had van oorsprong de naam Lamminsvliet. In 1324 kreeg Sluis echter zijn huidige naam. De stad heeft haar ontstaan te danken aan het verzanden van het Zwin. Hierdoor werd de rechtstreekse verbinding van de belangrijke handelsstad Brugge met de zee geblokkeerd en werd Sluis de belangrijkste voorhaven van Brugge.
Tussen 1278 en 1290 verhief zijn heer Gwijde van Dampierre, het tot 'franche wille' en na zijn dood werd zijn zoon, Jan I van Namen, heer van de stad. In 1290 kreeg het dorp al stadsrechten en door haar strategische ligging werd de stad in 1382 een vestingstad. In 1340 had in de monding van het Zwin reeds de Slag bij Sluis plaatsgevonden, die de opmaat tot de Honderdjarige Oorlog vormde. In 1385 werd gestart met de bouw van het Kasteel van Sluis, dat tijdens de Franse inval in 1794 zwaar beschadigd werd en definitief gesloopt in 1820. Aan de overzijde van het Zwin bouwde Jan zonder Vrees in 1405 de Toren van Bourgondië, waardoor de haven kon worden afgesloten met een ketting.
Vanaf 1387 was Sluis de belangrijkste Bourgondische vloothaven. Maar er was ook regelmatig scheepsverkeer met de Duitse Hanze, en handelsschepen uit de Italiaanse en Spaans-Portugese havens deden regelmatig het stadje aan. Die brachten zuidelijke producten als rozijnen, rijst, suiker, olijfolie, aluin, dadels, noten en katoen naar de Lage landen. De stapelmarkt van wijn en gedroogde vis was in Sluis gevestigd, en de tol voor de schepen naar Brugge werd er geïnd. Op 7 januari 1430 vond hier het huwelijk plaats tussen Filips de Goede en Isabella van Portugal. Dit gaf het belang van de stad in die tijd weer. De bloeitijd van Sluis duurde tot ongeveer 1450, waarna een snel verval intrad ten gevolge van de verzanding van het Zwin.

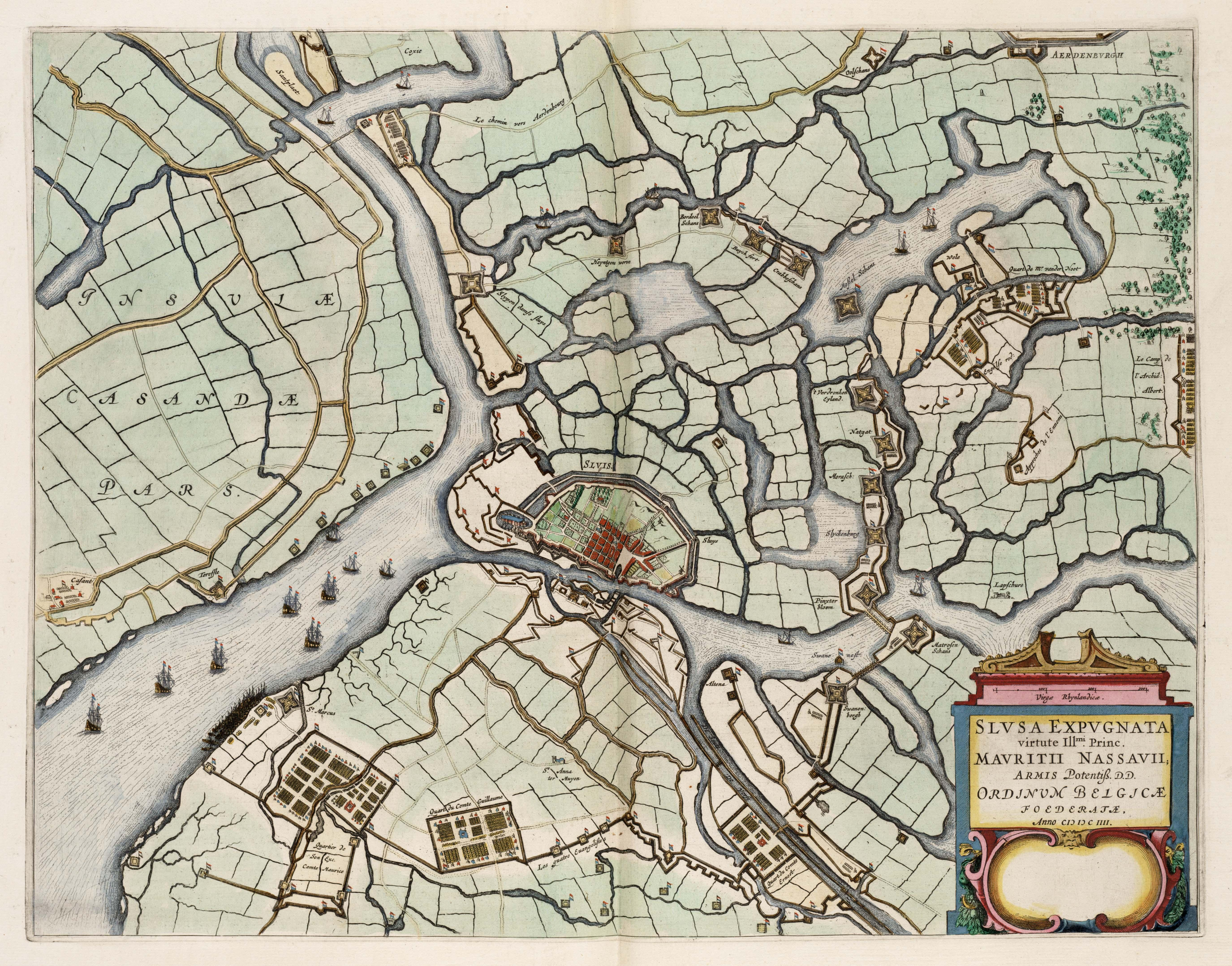
De Inname van Sluis in 1604 door Maurits van Oranje.

Ook tijdens de Tachtigjarige Oorlog speelde Sluis een belangrijke rol als vestingstad. In 1587 veroverde de hertog van Parma de stad. In 1603 vond een Zeeslag bij Sluis plaats. De Spaanse bezetting duurde tot 1604, toen de Spanjaarden de stad verlieten, waarna Maurits van Nassau, de latere prins van Oranje, de stad in bezit kreeg. Uit deze episode stamt het verhaal van Jantje van Sluis. In 1650 werd de bekende Jodocus van Lodenstein predikant in Sluis.
Hoewel de stad en omgeving nadien nog een rol speelde in de Staats-Spaanse Linies was het verder slechts een onbetekenend stadje geworden. Op 27 juli 1794 begon een beleg door de Fransen. Op 25 augustus van hetzelfde jaar gaf de stad zich over, mede door ziekte van de verdedigers.
In 1858 kwam de Damse Vaart gereed, waardoor schepen van Sluis naar Brugge konden varen. In 1940 werden echter de sifons van het Leopoldkanaal en het Kanaal van Schipdonk verwoest en nimmer hersteld, waardoor de scheepvaart over de Damse Vaart onmogelijk was geworden.
Vanaf 1887 had Sluis tramverbindingen richting Draaibrug (en verder naar Breskens en Maldegem) van de Stoomtram-Maatschappij Breskens - Maldeghem (SBM). In 1890 kwam er een verbinding bij van de NMVB naar het West-Vlaamse Westkapelle met aansluitingen naar Brugge en Knokke. Deze lijn werd in 1930 geëlektrificeerd en opgeheven in 1951. Dit was de laatste grensoverschrijdende tramlijn tussen Nederland en België.
Vanaf 1926 was er ook een tramlijn Breskens - Sluis (via Cadzand). Vanaf 1 augustus 1948 werd het reizigersvervoer gestaakt, in september 1949 werd ook het goederenvervoer stilgelegd en de tramsporen opgebroken. Sinds 1948 wordt het vervoer verzorgd door busdiensten.
In het begin van de 20e eeuw kwamen diverse Franse kloosterorden naar Sluis, en familiebezoek aan leerlingen die op internaten zaten werd de oorzaak van het feit dat de winkels vanaf 1908 ook op zondag geopend werden, wat zo bleef en geleidelijk aan steeds meer Belgisch winkelpubliek trok.
Tijdens geallieerde bombardementen op 11 oktober 1944 als gevolg van de Tweede Wereldoorlog werd Sluis grotendeels verwoest. Daarbij kwamen 61 mensen om. De Duitsers die zich op en in de omwalling hadden verschanst bleven ongedeerd. Op 1 november 1944 werden dezen aangevallen door het Canadese North Shore Regiment en gaven zich uiteindelijk over, waarmee Sluis was bevrijd.
Na de oorlog werd de stad herbouwd in traditionalistische stijl.

### Kloosters
In 1907 kwamen de Broeders van de Christelijke Scholen (F.S.C.) naar Sluis, daar ze in Frankrijk niet meer mochten functioneren ten gevolge van de secularisatiepolitiek. Zij waren afkomstig uit Sint-Omaars en stichtten het Pensionnat Saint-Joseph, waar tot 550 leerlingen aanwezig waren. Het was gehuisvest in een zeer groot complex gelegen aan de zuidelijke invalsweg naar Sluis. In 1939 vertrokken de paters en de bezetter gebruikte de gebouwen van 1940 tot 1944. Daarna waren er tot 1948 NSB'ers in geïnterneerd. In 1951 werden de gebouwen aan een Rotterdamse firma verkocht en er zaten sindsdien een aantal bedrijfjes in, zoals een meubelfabriek, een graanhandel en een borstelfabriek. Er waren een aantal branden en in 1991 werd het gebouw gesloopt. Waar het gestaan heeft, is nu een woonwijk.
In 1908 werd door de Soeurs de Sainte Ursule de la très Sainte Vierge (Ursulinen) een klooster gesticht aan de weg naar Sint Anna ter Muiden. Hier zou een meisjeskostschool moeten komen maar het werd geen succes, zodat het complex in 1922 werd verkocht aan de Broeders van de Christelijke Scholen te Baarle-Nassau. Dezen maakten er een vakantiehuis van en van 1938 tot de Duitse inval werden er katholieke joodse vluchtelingen in gehuisvest. Van 1947 tot 1974 was hier een Kleinseminarie van de Reguliere Kanunniken van Sint-Jan van Lateranen (C.R.L.), een congregatie van Augustijnen, gevestigd met de naam: Sint-Augustinus. Sinds 1987 is het een hotel-restaurant.
Een derde klooster van verdreven Fransen was gevestigd aan de weg naar Heille. Dit Collège Séraphiques Saint-Antoine was van de Franciscanen-Minderbroeders en ook hier was een seminarie aan verbonden. In 1922 werd het al verkocht en werd het een fietsenfabriek, na de oorlog overgenomen door Superia, maar dit bedrijf stopte weldra. In 2000 werd ook dit gebouw gesloopt.

## Bezienswaardigheden

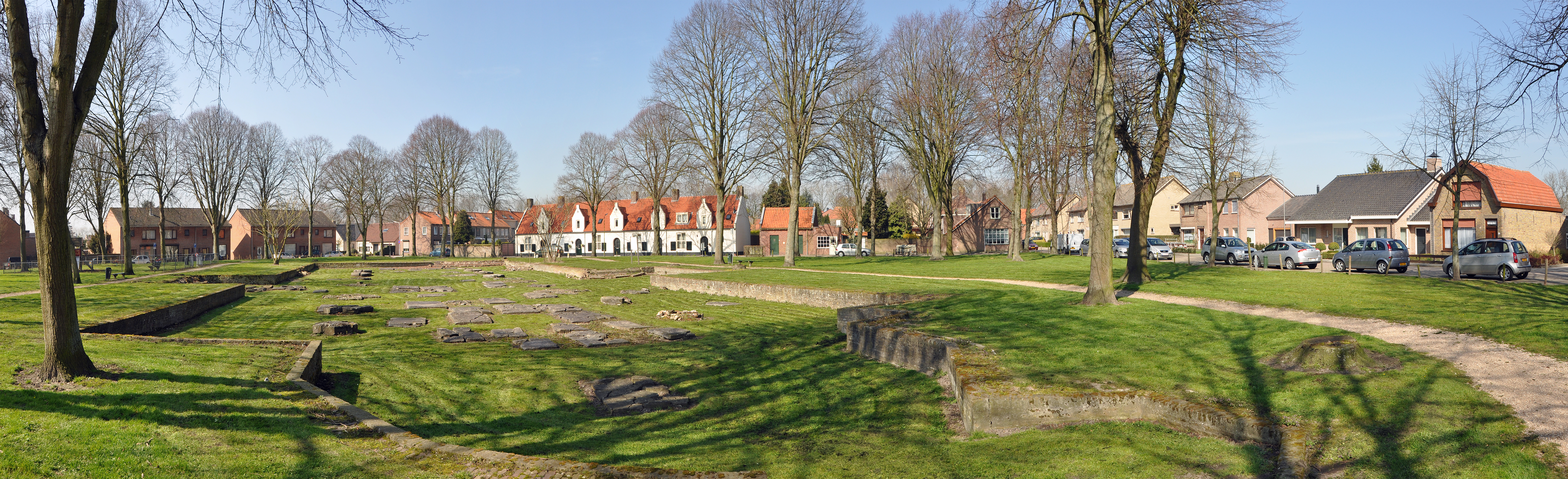
De fundamenten van de voormalige Sint-Janskerk in een parkje bij de Sint-Jansstraat en de Dinsdagstraat

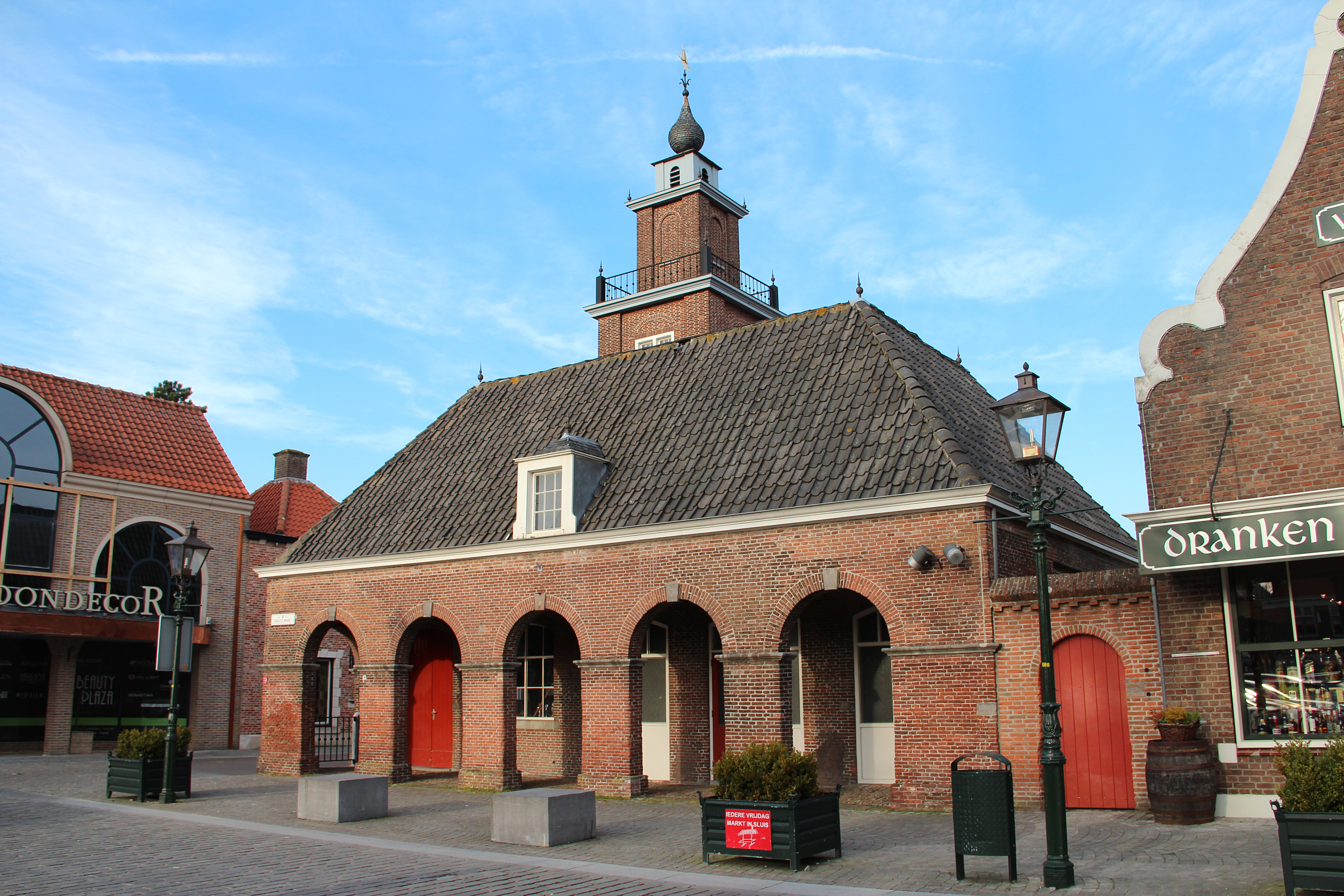
De brandweerkazerne

Het stadje Sluis werd in 1944 grotendeels verwoest door geallieerde bombardementen. Ook het unieke Belfort is toen volledig verwoest. Het centrum is echter weer opgebouwd en de omwalling is intact gebleven.
- In het kleinschalige historische centrum van Sluis bevindt zich het enige Nederlandse belfort. In dit gebouw bevindt zich ook een historisch museum.
- Windmolen De Brak, aan de zuidelijke uitvalsweg.
- De historische stad Sluis had eertijds een rechtstreekse verbinding met de Noordzee en de Westerschelde via het Zwin. Als overblijfsel van het Zwin kan de Damse Vaart gelden, wat een kanaal is dat geleidelijk de plaats van de natuurlijke waterloop heeft ingenomen, toen deze geleidelijk verzandde. De Damse Vaart loopt dood in Sluis. Vroeger was hier een haven, maar scheepvaart is al lang niet meer mogelijk, doordat de Damse Vaart in 1940 is onderbroken toen de sifons werden verwoest.
- De fundamenten van de voormalige Sint-Janskerk. Deze kerk, die een van de grootste in de streek was, werd gebouwd in de 14de eeuw en door een brand verwoest in 1811.
- De oude Wallen van Sluis zijn nog grotendeels intact, met de Stenen Beer (Westpoort), Waterpoort, Zuidpoort en Oostpoort.

### Kerken
- Hervormde kerk
- Joannes de Doperkerk
- Sint-Janskerk

### Stadhuis en belfort

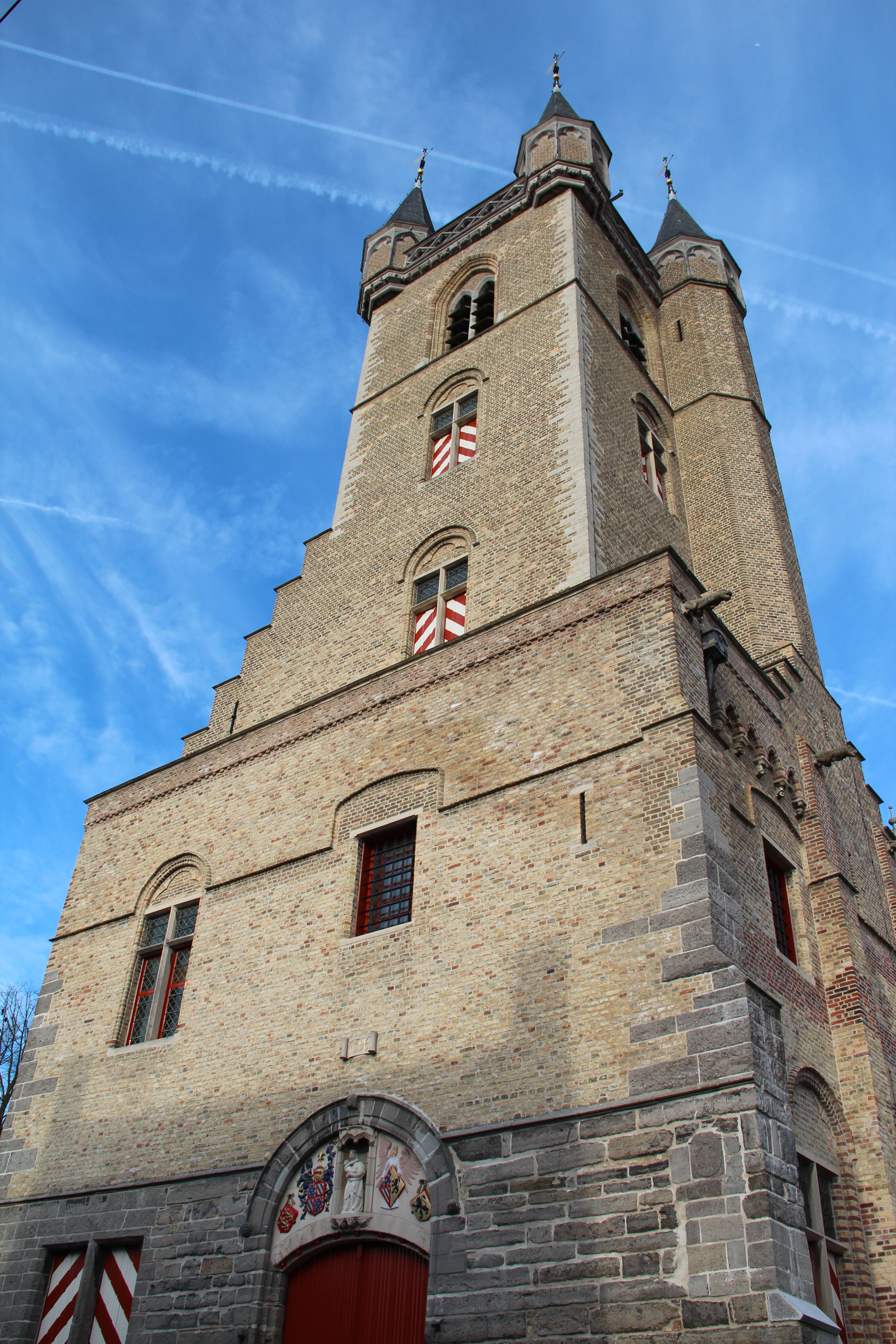
Het belfort van Sluis (14e eeuw)

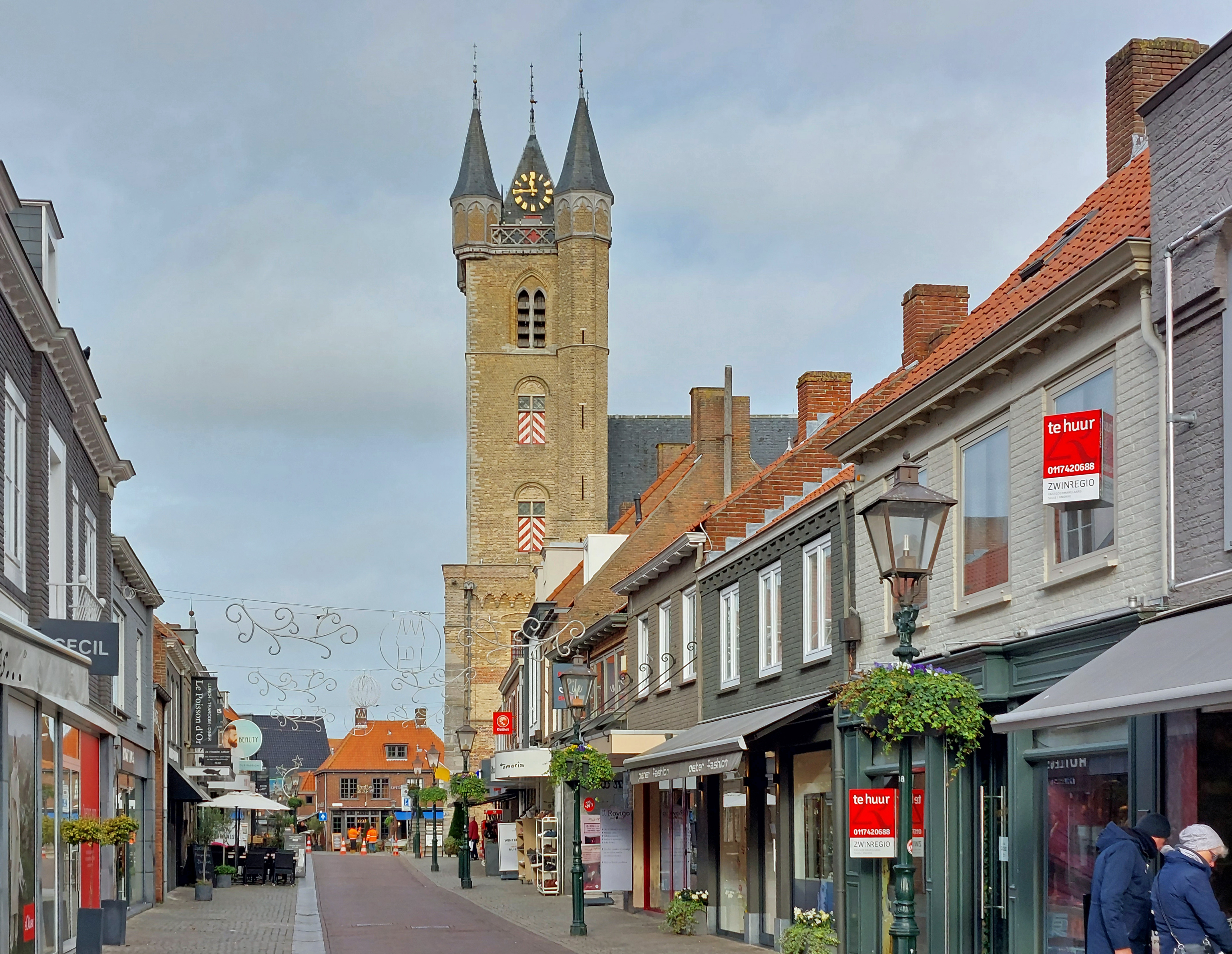
Kapellestraat en belfort

De grootste blikvanger van Sluis is het stadhuis, dat met het Belfort van Sluis als enige in Nederland is voorzien van een belfort, een versterkte toren met vier hoektorentjes. Het stadhuis werd in 1390 als symbool van de stedelijke vrijheid gebouwd naar het voorbeeld van de belforten in Gent en Brugge. In 1944 liep het gebouw zware schade op, waarna het in 1956 werd herbouwd. De raadzaal wordt afgesloten door een 18de-eeuws smeedijzeren hek dat afkomstig is uit het stadhuis van Middelburg. Langs de wanden hangen schilderijen en een wandkleed (1650). De toren (142 treden) biedt een weids uitzicht over het Zeeuws landschap.

### Rijksmonumenten
- Lijst van rijksmonumenten in Sluis

Centrumkaart van Sluis met de oude omwalling.

## Natuur en landschap
Sluis ligt in het zeekleipoldergebied op een hoogte van ongeveer 2 meter. De omgeving wordt gekenmerkt door akkerbouw. De Wallen van Sluis en de Damse Vaart zijn belangrijke natuurgebieden. Ten oosten van Sluis ligt de Krabbekreek terwijl de Belgisch-Nederlandse grens ten zuiden van Sluis gevormd wordt door het Lapscheurse Gat, dat overgaat in de Stierskreek. Enkele overblijfselen van de Staats-Spaanse Linies, zoals de Kruisdijkschans en Krabbeschans, zijn nog in het landschap aanwezig.

## Winkels
De aantrekkingskracht van Sluis komt voort uit het feit dat de winkels op zondag geopend zijn. Vroeger waren sommige producten in Nederland goedkoper of in België verboden en dat verhoogde de aantrekkingskracht. De opening op zondag begon al in 1908. Dit had te maken met het feit dat, ten gevolge van de toenmalige Franse secularisatiepolitiek de kloosters geen onderwijs meer mochten geven. De congregaties weken naar België en Nederland uit. In Sluis werd een zeer groot internaat, het Institut Saint-Joseph, gesticht. Veel jongens uit België en Frankrijk genoten daar hun onderricht. In het weekend kwam de familie op bezoek hetgeen voor grote drukte zorgde en leidde tot het openstellen op zondag van de winkels.
Daarom heeft Sluis, ondanks zijn geringe aantal inwoners, een groot winkelbestand. Sluis is in Zeeland de winkelstad met het grootste aantal meters hoofdwinkelstraat. Het stadje, dat slechts een kleine twee kilometer van de grens ligt, kent een druk kooptoerisme vanuit België. De stad kent meerdere restaurants, waaronder tot eind 2013 Oud Sluis, een driesterrenrestaurant. In de zomer, wanneer veel toeristen aan de Zeeuws-Vlaamse kust verblijven, trekt het stadje een groot aantal dagjesmensen. Jaarlijks bezoeken zo'n 5 miljoen mensen Sluis.
Kenmerkend was ooit het grote aantal seksshops, in een tijd dat deze in België niet voorhanden waren.

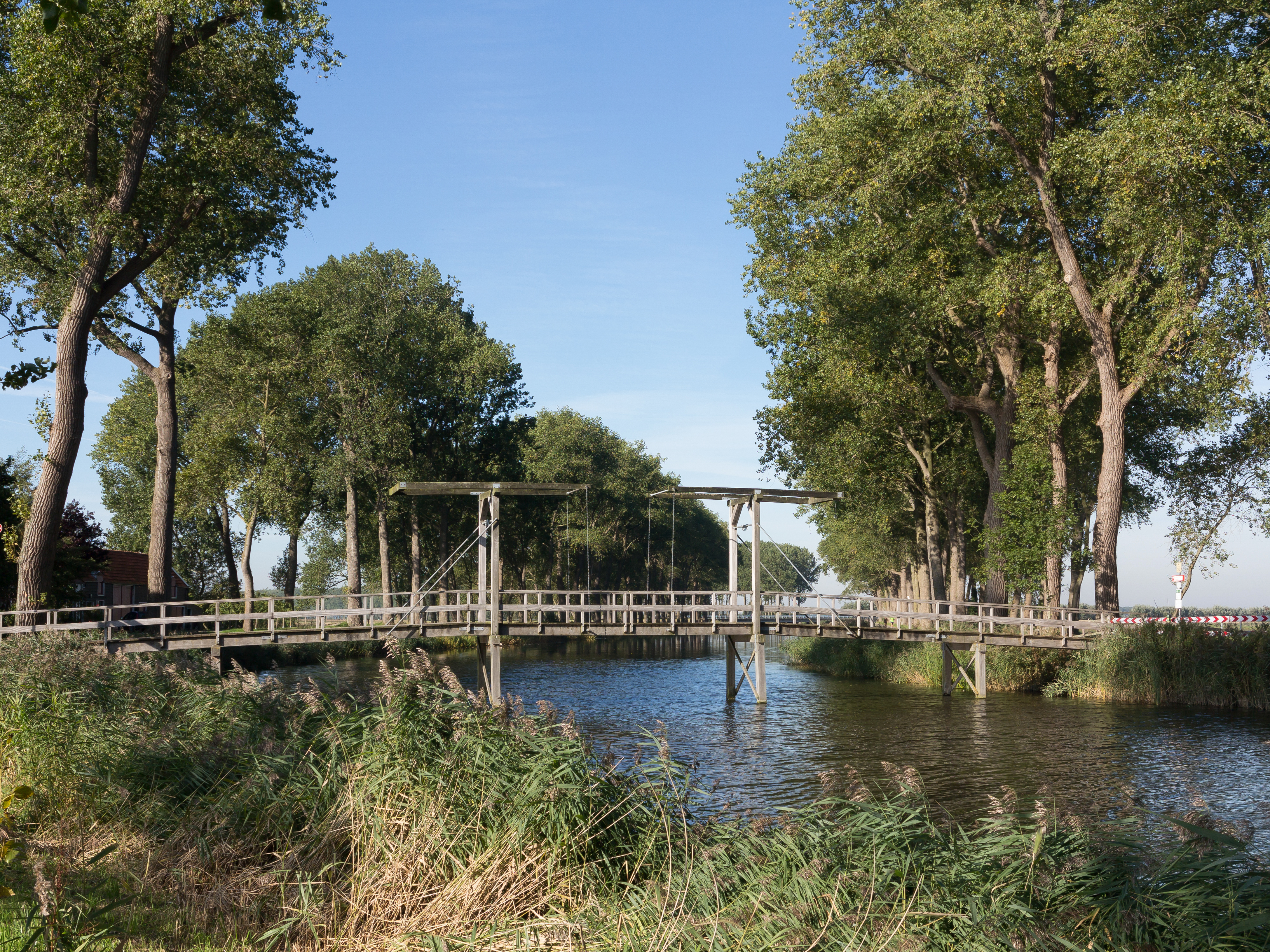
Sluis, ophaalbrug

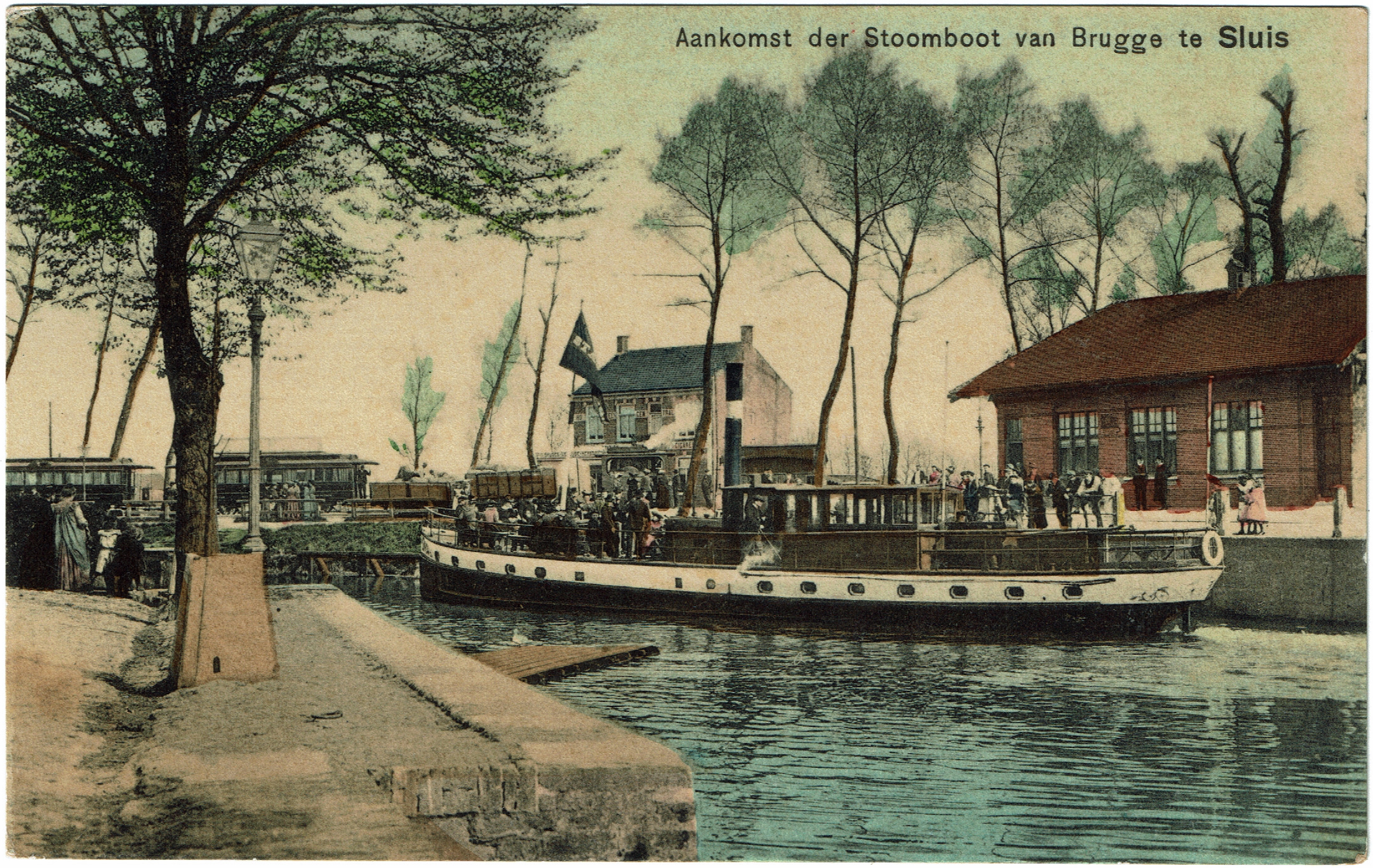
Aankomst te Sluis van de stoomboot uit Brugge, ca. 1900 (oude prentkaart)

## Sport en recreatie
Er zijn in Sluis verschillende (sport-)verenigingen actief:
- Voetbal: SV Sluis. Het eerste elftal van deze voetbalvereniging komt uit in de 4e klasse a van het zaterdagvoetbal in district Zuid-1
- Biljartvereniging: Tegen Moeders Wil
- Bowling: Bowlingvereniging Sluis
- Darts: D'afzwaaiers Sluis
- Hengelsport: Hengelsportvereniging Jantje van Sluis
- Schaatsen: IJsclub 't Zwin
- Tennis: Lawn Tennis Vereniging Sluis, LTVS
- Hondenclub: Hondenclub FUN Sluis
- Badmintonclub: BC Schepnet

Door de stad loopt de Europese wandelroute E9, ter plaatse ook Noordzeepad of Deltapad geheten.

## Geboren in Sluis
- Joost de Soete (1541), veldmaarschalk, stadhouder van Utrecht, leider geuzenbende
- Jacob van Loo (1614), Nederlandse kunstschilder
- Catharina van Orliens (1647)
- Johan Hendrik van Dale (15 februari 1828), de grondlegger van het woordenboek de Dikke Van Dale
- Jan Hemsing (17 augustus 1871), pianist en zanger in het cabaretgezelschap van Pisuisse
- August Alexander (1882), beeldhouwer
- Jan Eekhout (10 januari 1900), dichter, schrijver en vertaler
- Valérie Lempereur (17 oktober 1972), journalist, schrijfster en columniste

## Nabijgelegen kernen
Sint Anna ter Muiden, Heille, Aardenburg, Draaibrug, Lapscheure, Hoeke, Retranchement, Zuidzande